# SŽD-Baureihe ВЛ26
Die SŽD-Baureihe ВЛ26 (deutsche Transkription WL 26) der Sowjetischen Eisenbahnen (SŽD) war eine sechsachsige Elektrolokomotive für den Betrieb auf Magistralen mit Gleichstrom. Sie wurden als Folge der Betriebserfahrungen mit der SŽD-Baureihe ВЛ41 entwickelt und dienten zu dem Rangierdienst auf Bahnhöfen mit nicht durchgehend elektrifizierten Gleisen. Sie wurden von 1966 bis 1967 von der Elektrolokomotivenfabrik Dnipropetrowsk ausgeliefert.

## Geschichte
Die Fahrdraht/Akkumulatoren-Elektrolok wurde mit dem Ziel des Ersatzes von Rangier-Diesellokomotiven für Rangierarbeiten auf elektrifizierten Eisenbahnstationen entwickelt.
Die Akkumulatoren erlaubten die Nutzung der Rangier-Elektrolokomotiven auch auf Nebengleisen von Bahnhofsanlagen, die nicht mit Fahrdraht bespannt waren. Die Fahrdraht/Akkumulatoren-Elektrolok senkte somit stark den Lärm im Vergleich mit den Diesellokomotiven und verschmutzte nicht die Atmosphäre. Von besonderer Bedeutung war dieses bei Rangierarbeiten im städtischen Bereich.
1964 erarbeiteten Ingenieure der Eisenbahn im Baltikum ein Skizzenprojekt über eine Fahrdraht/Akkumulatoren-Elektrolok für den Betrieb auf Strecken mit Gleichstrom und einer Spannung von 3 kV. 1966 wurden vier Versuchslokomotiven der neuen Serie ausgeliefert, sie erhielten die Benennung ВЛ26. Der Bau der Lokomotiven wurde durch die Elektrolokomotivenfabrik Dnipropetrowsk verwirklicht. 1967 lieferte das Werk noch sechs Lokomotiven dieser Serie aus.
Die neuen Lokomotiven wurden auf die Eisenbahnen im Baltikum, auf Eisenbahnen im Oblast Dnipropetrowsk, Oblast Saporischschja, der Swerdlowskaja schelesnaja doroga und gleichfalls auf Gleisanschlüsse auf einigen größeren Industriebetrieben gegeben.

## Konstruktion
Die Elektrolokomotive besaß einen metallenen Kastenaufbau, in der Mitte befand sich der Führerstand. In den seitlichen Vorbauten waren im unteren Teil die Sektionen der Akkumulatorenbatterie angeordnet, welche während der Arbeit unter dem Fahrdraht aufgeladen wurden. Es waren auf der Elektrolokomotive sechs Traktionselektrofahrmotoren vom Typ ДТ-7А (DT-7A) untergebracht, diese wurden auf der Basis der Elektrofahrmotoren  der Elektrotriebwagen der Reihe ЭР22 geschaffen und trieben die Achsen einseitig mittels des Tatzlager-Antriebes an. Steuerungsmäßig waren auf der Elektrolokomotive eine Reihenschaltung sowie eine Reihen-Parallel-Schaltung durchführbar. Die Reihenschaltung wurde beim Betrieb der Akkumulatorenbatterie vom Typ РТ-113 (PT-113) angewendet. Diese besaß 672 Elemente. Beim Betrieb unter dem Fahrdraht (ohne Akkubatterie) war diese Schaltung nicht möglich, da hierbei unzulässige Spannungen auf den Stromschalter der Lokomotive entstehen konnten. Die Akkumulatoren wurden bei dem Betrieb unter Fahrdraht über automatische Anschlüsse aufgeladen, es kam hierbei zu bedeutenden Verlusten der elektrischen Energie (ca. 2/3 der verbrauchten Energie). Die Energie der aufgeladenen Batterie reichte für ungefähr eine Stunde Fahrbetrieb.

## Resultate der Überprüfung und Modernisierung
Die Lokomotive mit der Inventarnummer 005 durchfuhr 1967 die Kraft-Energie-Überprüfung bei Arbeiten im Rangier- und Schubdienst sowie bei Arbeiten auf dem Ablaufberg. Die Ergebnisse zeigten einige Unzulänglichkeiten, die eine Weiterbeschaffung der Lokomotiven ausschlossen. Dies waren:
- Die kleine Anzahl der Fahrstufen führte zu ruckweisen Beschleunigungen beim Anfahren
- Bei der Nutzung der Lokomotive auf dem Ablaufberg kam es zu großen Erwärmungen, was einen hohen Energieverlust zur Folge hatte. Das hatte seine Ursache in dem großen inneren Widerstand der Batterie
- Fuhr die Lokomotive im Akkumulatorenbetrieb im Stundenleistungsregime, betrug die Geschwindigkeit lediglich 12 km/h, das war bedeutend niedriger als die projektierte Geschwindigkeit
- die praktizierte Ladung der Akkumulatorenbatterie bei der Arbeit mit großen Strömen führte zu einer Überhitzung der Lokomotive. Auch besaß sie keine Ladekontrolle, was unter fahrdrahtlosen Abschnitten zu Stillständen führen konnte, auch konnte es hierbei zum Auskochen des Elektrolyts kommen

1972 wurde die Lokomotive mit der Inventarnummer 002 im Herstellerwerk umgebaut und erhielt dort die Bezeichnung ВЛ26M.002. Der größten Schwachstelle der Lokomotiven, Energieverluste bei der automatischen Ladung der Akkumulatoren, wurde durch die Anwendung einer Thyristor-Steuerung mit breiten Impulswandlern begegnet. Außerdem erhielt die Lokomotive Ausstattungen für eine Widerstandsbremse. Die Batterie wurde durch eine neue mit höherer Spannung des Types MT-8 der Firma SAFT aus Frankreich ersetzt.
Auch weitere Lokomotiven der Serie erhielten andere Akkumulatoren-Batterien. Es wurden Batterien vom Typ ТНЖ-400 (TNSCH-400) mit 840 Elementen verwendet. Für die Vergrößerung der Fahrgeschwindigkeit wurde eine Reihenschaltung von vier Fahrmotoren eingesetzt.

## Schicksal der Lokomotiven
In den 1980er Jahren wurde die Mehrheit der Lokomotiven ausgemustert und aus den Inventarlisten der SŽD gestrichen. Als erhaltene Lokomotive ist nur die ВЛ26.005 bekannt, welche sich im Museum der Eisenbahngesellschaft Lettlands in Riga befindet.